# Nomisia tubula
Nomisia tubula är en spindelart som först beskrevs av Tucker 1923.  Nomisia tubula ingår i släktet Nomisia och familjen plattbuksspindlar. Inga underarter finns listade i Catalogue of Life.